# Yaseen Abdalla
Yaseen Abdalla (* 13. August 2001) ist ein sudanesischer Leichtathlet, der sich auf den Langstreckenlauf spezialisiert hat.

## Sportliche Laufbahn
Yaseen Abdalla wuchs in Lanham in den Vereinigten Staaten auf und besucht seit 2020 die University of Texas at Austin und wurde 2022 NCAA-College-Hallenmeister in der Langstrecken-Staffel. Zudem qualifizierte er sich im 5000-Meter-Lauf für die Weltmeisterschaften in Eugene und verpasste dort mit 14:15,59 min den Finaleinzug. Im Jahr darauf belegte er bei den Panarabischen Spielen in Algier in 14:27,91 min den sechsten Platz über 5000 Meter und 2024 wurde er bei den Olympischen Sommerspielen in Paris nach 2:11:41 h 33. im Marathon und stellte damit einen neuen Landesrekord auf.

## Persönliche Bestleistungen
- 3000 Meter: 7:56,29 min, 26. Februar 2022 in Ames
  - 3000 Meter (Halle): 7:42,23 min, 27. Januar 2023 in Boston
- 5000 Meter: 13:33,26 min, 25. Februar 2022 in Ames
- 10.000 Meter: 28:33,38 min, 14. April 2022 in Walnut
- Marathon: 2:11:41 h, 10. August 2024 in Paris (sudanesischer Rekord)